# Eurychone
Eurychone es un género con dos especies  de orquídeas de hábitos epífitas, originarias del  centro de África tropical.

## Descripción
Son dos plantas epífitas monopodiales que han sido segregadas del género Angraecum a causa de su amplia columna. Este género se usa a  menudo para conseguir híbridos y es muy apreciado por sus grandes y olorosas flores.

## Taxonomía
El género fue descrito por Rudolf Schlechter y publicado en Beihefte zum Botanischen Centralblatt 36(2): 134. 1918.

## Especies deEurychone
- Eurychone galeandrae (Rchb.f.) Schltr. (1918) - especie tipo -
- Eurychone rothschildiana (O'Brien) Schltr. (1918)